# US Wittenheim
Die US Wittenheim (offiziell Union Sportive Wittenheim Football) ist ein französischer Fußballverein aus der Gemeinde Wittenheim im elsässischen Département Haut-Rhin.

## Geschichte
Der Verein wurde unter dem Namen SV Wittenheim 1913 in Wittenheim gegründet, einer Gemeinde, die damals zum Kreis Mülhausen im Reichsland Elsaß-Lothringen gehörte. Nachdem das Elsass 1920 wieder an Frankreich gefallen war, nahm der der Verein den französischen Namen US Wittenheim an. In der Spielzeit 1938/39 erreichte Wittenheim die erste landesweite Hauptrunde des Französischen Pokals und unterlag dort dem FC Nancy mit 1:3.
Während der deutschen Besetzung Frankreichs im Zweiten Weltkrieg von 1940 bis 1944 nahmen die Fußballvereine aus Elsaß-Lothringen am Spielbetrieb des Deutschen Reichs teil. Die US Wittenheim trat nun wieder als SV Wittenheim an und wurde 1940 in die Gauliga Elsaß aufgenommen. In der Spielzeit 1940/41 belegte der Verein den dritten Platz in der Gauliga-Staffel Oberelsaß. In der Spielzeit 1941/42 wurde der SV Wittenheim Tabellenletzter der nunmehr eingleisigen Gauliga und stieg in die Bezirksklasse ab.
Seit 1945 spielt der Verein wieder als US Wittenheim im französischen Ligensystem. Von 1945 bis 1948 sowie von 1950 bis 1964 gehörte der Verein der höchsten französischen Regionalklasse, der elsässischen Ehrendivision (Division d´Honneur Alsace) an.
In der Saison 2019/20 spielte der Verein in der Staffel P der Liga Grand Est Régional 3, die zur achten französischen Ligenebene gehört. Zum Zeitpunkt des Saisonabbruchs wegen der COVID-19-Pandemie war die US Wittenheim Tabellenführer der Staffel.